# Camp de concentration de Breslau-Dürrgoy
Le camp de concentration de Breslau-Dürrgoy, ou KZ Dürrgoy, est un camp de concentration nazi éphémère implanté au sud de Wrocław (allemand : Breslau), qui à l'époque appartient à l'Allemagne. Le camp est établi le 12 mars 1933 et fermé le 10 août 1933. Il fait partie des premiers camps du régime nazi.

## Histoire
Le camp est établi sur le terrain d'une ancienne usine d'engrais, appelée « Silesia ». Il est situé à l'emplacement de ce qui, à partir de 1945, est devenu la banlieue de Tarnogaj près de Wrocław (allemand : Dürrgoy). Prévu pour les opposants au nazisme, ce camp est installé sur le site d'un ancien camp de prisonniers français de guerre qui a fonctionné pendant la Première Guerre mondiale, puis converti en usine d'engrais. Le nouveau camp est ouvert à l'initiative du commandant SA en Silésie, le SA-Obergruppenführer (en) Edmund Heines, le 12 mars 1933,. Il est liquidé le 10 août 1933 et tous les prisonniers sont déportés au camp d'Osnabrück, qui est plus vaste.